# Eddie Segura
Eddie Livington Segura Martínez, noto semplicemente come Eddie Segura (Pereira, 2 febbraio 1997), è un calciatore colombiano, difensore del Los Angeles FC.

## Statistiche

### Presenze e reti nei club
Statistiche aggiornate all'8 giugno 2025.
| Stagione                 | Squadra                  | Campionato               | Campionato | Campionato | Coppe nazionali | Coppe nazionali | Coppe nazionali | Coppe continentali | Coppe continentali | Coppe continentali | Altre coppe | Altre coppe | Altre coppe | Totale | Totale |
| Stagione                 | Squadra                  | Comp                     | Pres       | Reti       | Comp            | Pres            | Reti            | Comp               | Pres               | Reti               | Comp        | Pres        | Reti        | Pres   | Reti   |
| ------------------------ | ------------------------ | ------------------------ | ---------- | ---------- | --------------- | --------------- | --------------- | ------------------ | ------------------ | ------------------ | ----------- | ----------- | ----------- | ------ | ------ |
| 2013                     | Deportivo Pereira        | B                        | 5          | 0          | CC              | 4               | 1               | -                  | -                  | -                  | -           | -           | -           | 9      | 1      |
| 2014                     | Deportivo Pereira        | B                        | 32         | 1          | CC              | 4               | 0               | -                  | -                  | -                  | -           | -           | -           | 36     | 1      |
| 2015                     | Deportivo Pereira        | B                        | 7+1        | 0          | CC              | 4               | 1               | -                  | -                  | -                  | -           | -           | -           | 12     | 1      |
| 2016                     | Deportivo Pereira        | B                        | 8          | 0          | CC              | 5               | 0               | -                  | -                  | -                  | -           | -           | -           | 13     | 0      |
| Totale Deportivo Pereira | Totale Deportivo Pereira | Totale Deportivo Pereira | 52+1       | 1          |                 | 17              | 2               |                    | -                  | -                  |             | -           | -           | 70     | 3      |
| 2017                     | Atlético Huila           | A                        | 36         | 0          | CC              | 3               | 0               | -                  | -                  | -                  | -           | -           | -           | 39     | 0      |
| 2018                     | Atlético Huila           | A                        | 41         | 2          | CC              | 0               | 0               | -                  | -                  | -                  | -           | -           | -           | 41     | 2      |
| Totale Atlético Huila    | Totale Atlético Huila    | Totale Atlético Huila    | 77         | 2          |                 | 3               | 0               |                    | -                  | -                  |             | -           | -           | 80     | 2      |
| 2019                     | Los Angeles FC           | MLS                      | 34+2       | 1+0        | USOC            | 3               | 0               | -                  | -                  | -                  | -           | -           | -           | 39     | 1      |
| 2020                     | Los Angeles FC           | MLS                      | 19+1       | 2+0        | -               | -               | -               | CCL                | 5                  | 0                  | MiB         | 5           | 0           | 30     | 2      |
| 2021                     | Los Angeles FC           | MLS                      | 15         | 0          | -               | -               | -               | -                  | -                  | -                  | -           | -           | -           | 15     | 0      |
| 2022                     | Los Angeles FC           | MLS                      | 14+1       | 0          | USOC            | 0               | 0               | -                  | -                  | -                  | LC          | 1           | 0           | 16     | 0      |
| 2023                     | Los Angeles FC           | MLS                      | 0          | 0          | USOC            | 0               | 0               | CCL                | -                  | -                  | LC+CC       | -           | -           | 0      | 0      |
| 2024                     | Los Angeles FC           | MLS                      | 27+1       | 0          | USOC            | 5               | 0               | -                  | -                  | -                  | LC          | 6           | 0           | 39     | 0      |
| 2025                     | Los Angeles FC           | MLS                      | 14         | 1          | -               | -               | -               | CCC                | 6                  | 0                  | CmC+LC      | 1+0         | 0           | 21     | 1      |
| Totale Los Angeles FC    | Totale Los Angeles FC    | Totale Los Angeles FC    | 123+5      | 4+0        |                 | 8               | 0               |                    | 11                 | 0                  |             | 13          | 0           | 160    | 4      |
| Totale carriera          | Totale carriera          | Totale carriera          | 258        | 7          |                 | 28              | 2               |                    | 11                 | 0                  |             | 13          | 0           | 310    | 9      |

## Palmarès

### Club

#### Competizioni nazionali
- MLS Supporters' Shield: 2

Los Angeles FC: 2019, 2022
- Campionato MLS: 1

Los Angeles FC: 2022
- Lamar Hunt U.S. Open Cup: 1

Los Angeles FC: 2024